# 1993 na música

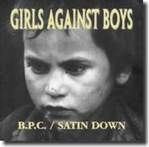
Capa do disco Your Choice Records 7inch de "Girls Against Boys"

## Artistas e grupos
- Formação da banda Korn.
- Formação da banda Puddle Of Mudd.
- Formação da banda Limão com Mel.

## Eventos
- 9 de Janeiro - A dupla sueca Roxette se apresenta na série MTV Unplugged. São os primeiros artistas naturais de um país cuja língua oficial não é o inglês a se apresentar no programa.
- 29 de janeiro - Kyary Pamyu Pamyu nasce.
- Surgimento do grupo Touch, que, mais tarde, passaria a se chamar Spice Girls oficialmente.
- Forma-se a banda System Of A Down pelos amigos Daron Malakian e Serj Tankian.
- Neste ano, é mostrado, para o Brasil, o forró eletrônico criado pela banda Mastruz com Leite, em 1990. O grupo conseguiu emplacar o sucesso "Meu vaqueiro, meu peão" em várias FMs do país. No final de 1993, o Mastruz com Leite, até então uma banda regionalmente conhecida, já era um grupo estourado nacionalmente.
- 21 de junho - a banda brasileira Ultraje a Rigor finaliza as gravações do seu sexto álbum, intitulado Ó!.
- 14 de abril - Criação da banda Backstreet Boys.
- 28 de Abril - Ante-estreia da Tuna Feminina Universitaria do Minho - GATUNA
- Em agosto, é realizada a primeira edição do festival Juntatribo, em Campinas, no Brasil.
- 10 de agosto - O vocalista da banda norueguesa de Black metal Mayhem , Euronymous é assasinado pelo ex-companheiro de banda e membro solo da banda norueguesa Burzum Varg Vikernes.
- 15 de agosto - A banda solo norueguesa de Black metal Burzum lança seu segundo álbum de estúdio Det som engang var.
- 28 de Agosto
  - Inauguração da Discoteca Cesar Palace em Cesar, em Portugal.
  - Primeira edição da Mysteryland
  - O vocalista Bruce Dickinson deixa a banda Iron Maiden com um show histórico chamado Raising Hell e é substituído por Blaze Bayley.
- 21 de Setembro - A banda Nirvana lança o álbum In Utero no Brasil.
- 26 de Setembro - Montserrat Caballé inaugura, com um espetáculo de gala, o Grande Auditório do Centro Cultural de Belém.
- Em novembro, o Nirvana grava o especial de tevê MTV Unplugged.
- 22 de Dezembro - Último show do vocalista Michael Kiske com a banda Helloween.

## Obras e shows

### Álbuns
- 15 de fevereiro - Darkthrone lança seu terceiro álbum, Under a Funeral Moon
- 11 de abril - A dupla Sandy & Junior lança seu terceiro álbum de estúdio, Tô Ligado em Você.
- 20 de abril - a banda estadunidense Aerosmith lança o álbum Get a Grip.
- 10 de maio - A apresentadora Angélica lança seu sexto LP, intitulado de O meu jeito de ser, pela gravadora Columbia/Sony Music.
- 18 de maio - Laura Pausini lança seu 1º álbum oficial, autointitulado Laura Pausini.
- Em julho, a banda brasileira Titãs lança o álbum Titanomaquia.
- Em agosto, foi lançado o álbum Tropicália 2, de Caetano Veloso e Gilberto Gil.
- 31 de agosto -Music Box é lançado, pela Columbia Records, o terceiro álbum de estúdio da cantora norte-americana Mariah Carey.
- 2 de Setembro - a banda brasileira de thrash metal Sepultura lança o seu quinto álbum de estúdio, Chaos A.D..
- 5 de Setembro - Antestreia do álbum Fragmentos dos Xutos & Pontapés em Arganil, em Portugal.
- 13 de Setembro - 
  - Lançamento de Size Isn't Everything, vigésimo álbum de estúdio dos Bee Gees, emplacando hits como "Paying the Price of Love" e "For Whom the Bell Tolls".
  - a banda estadunidense Nirvana lança o álbum In Utero.
- 5 de outubro - 
  - The Afghan Whigs lança seu quarto álbum de estúdio: Gentlemen.
  - 5 de outubro - Eliana lança seu primeiro álbum, Os Dedinhos.[1]
- 19 de outubro - a banda estadunidense Pearl Jam lança o álbum Vs..
- 23 de novembro - a banda estadunidense Guns 'N Roses lança o álbum The Spaghetti Incident?.
- 20 de dezembro - a banda brasileira Legião Urbana lança o álbum O Descobrimento do Brasil.

#### Países não lusófonos
- Flyswatter, 2nd Demo e Buddha – Blink-182
- A Real Dead One e A Real Live One – Iron Maiden
- Acid Eaters – Ramones
- Alive III - Kiss
- Almost a Dance - The Gathering
- Are You Gonna Go My Way - Lenny Kravitz
- Art of Life – X Japan
- Bump Ahead – Mr. Big
- Chameleon – Helloween
- Counterparts – Rush
- Dance of December Souls – Katatonia
- Debut – Björk
- Det som engang var - Burzum
- Duran Duran - Duran Duran
- Elemental - Tears for Fears
- Emergency on Planet Earth - Jamiroquai
- Everybody Else Is Doing It, So Why Can't We? - The Cranberries
- Exile In Guyville - Liz Phair
- Get a Grip - Aerosmith
- Halo in a Haystack – Converge
- Fear is the Mindkiller – Fear Factory
- Face the Heat - Scorpions
- God Shuffled His Feet - Crash Test Dummies
- In Utero - Nirvana
- Jonah's Ark – Skyclad
- Live Shit: Binge & Purge - Metallica
- Live & Loud – Ozzy Osbourne
- Live Planetarium e Post Momentary Affliction – Mortification
- Live at the Marquee – Dream Theater
- Love and Liberté – Gipsy Kings
- Maniacs In Japan – Viper
- Memorial Beach – A-ha
- Mi Tierra - Gloria Estefan
- Pablo Honey – Radiohead
- Porno for Pyros - Porno for Pyros
- Power Supply – Budgie
- Pure Pleasure – Shaggy
- Recipe for Hate – Bad Religion
- Return to the Apocalyptic City – Testament
- Lacrimosa - Satura
- Serenades – Anathema
- Sex and Religion – Steve Vai
- Siamese Dream - Smashing Pumpkins
- Size Isn't Everything – Bee Gees
- Sleep's Holy Mountain - Sleep
- Songs of Faith and Devotion – Depeche Mode
- Sorrow – The 3rd and the Mortal
- Sound of White Noise – Anthrax
- The Beautiful Guitar e Time Machine – Joe Satriani
- The Spaghetti Incident? - Guns N' Roses
- The Vanishing Race – Air Supply
- Thor Arise – Amon Amarth
- Tokyo Tales – Blind Guardian
- It Was a Good Day - Ice Cube
- Unmerciful Order – Krisiun
- Vs. – Pearl Jam
- Zooropa - U2
- The 30th Anniversary Concert Celebration - Bob Dylan - Na comemoração de 30 anos de carreira

#### Brasil
- 23 - Jorge Ben Jor
- All That Binds Us – Corciolli
- Angels Cry – Angra
- Banda Eva - Banda Eva
- Chaos A.D. – Sepultura
- Filmes de Guerra, Canções de Amor - Engenheiros do Hawaii
- Gabriel, o Pensador - Gabriel, o Pensador
- Iê Iê Iê – Kid Abelha
- Just Another Crime in... Massacreland – Ratos de Porão
- Leandro e Leonardo - Leandro e Leonardo
- Mais raiva do que medo – Plebe Rude
- Só pra Xamegar - Mastruz com Leite
- O Descobrimento do Brasil - Legião Urbana
- Raio X Brasil - Racionais MC's
- Rotomusic de Liquidificapum – Pato Fu
- Skank – Skank
- Só Pra Contrariar – Só Pra Contrariar
- Tim Maia Romântico - Tim Maia
- Tinta permanente – Sérgio Godinho
- Titanomaquia – Titãs
- Tô Ligado Em Você – Sandy & Junior
- Tropicália 2 - Caetano Veloso e Gilberto Gil
- Tudo por Amor - Chitãozinho & Xororó
- Um Beijo Pra Você – Netinho
- Zezé di Camargo e Luciano - Zezé di Camargo e Luciano

#### Portugal
- Direito ao Deserto – Xutos & Pontapés

### Shows
- 16 de Janeiro - O Nirvana é a atração principal do festival Hollywood Rock em São Paulo no Estádio do Morumbi e dia 23 no Sambódromo no Rio de Janeiro. Também se apresentam nesse show as bandas Red Hot Chilli Peppers, L7, Alice In Chains e Simply Red.
- 1 de Maio - Bruce Springsteen no Estádio de Alvalade, em Lisboa, Portugal.
- 15 de Maio - U2 no Estádio de Alvalade, em Lisboa, Portugal.
- 16 de Junho - Metallica no Estádio de Alvalade, em Lisboa, Portugal.
- 26 de Junho - Concerto "Portugal ao Vivo" no Estádio de Alvalade, em Lisboa, Portugal.
- 10 de Julho - Bob Dylan no Coliseu do Porto; Depeche Mode no Estádio das Antas, Porto, Portugal.
- 17 de Julho - O Guns N' Roses encerrava a Use Your Illusion World Tour a maior turnê da história do rock em Buenos Aires, Argentina.
- 1 de Agosto - Sting no Estádio de Alvalade, em Lisboa, Portugal.
- 15 de Agosto - Prince no Estádio de Alvalade, em Lisboa, Portugal.
- 28 de Agosto - O vocalista Bruce Dickinson deixa a banda Iron Maiden com um show histórico chamado Raising Hell e é substituído por Blaze Bayley.
- 11 de Setembro - Bon Jovi e Billy Idol no Estádio de Alvalade, em Lisboa.
- 25 de Setembro - Madonna dá início a sua quarta turnê mundial no estádio Wembley, em Londres. A "Girlie Show Tour" passou por São Paulo e Rio de Janeiro em novembro.
- 9 de Outubro - Sitiados, Xutos & Pontapés e James ao vivo em Coimbra.
- 15 e 17 de outubro - Michael Jackson realiza 2 shows no Brasil, pertencentes a sua 2ª turnê, a Dangerous World Tour, no Estádio do Morumbi.
- 3 de novembro - Madonna faz seu primeiro show no Brasil, na cidade de São Paulo, com a turnê The Girlie Show.
- 11 de novembro - Michael Jackson encerra sua Dangerous Tour no México
- 23 de Novembro - Sepultura no Pavilhão do Dramático, em Cascais.
- 24 de Novembro - Sérgio Godinho no Teatro de São Luiz, em Lisboa (4 dias).
- 27 de Novembro - The Three Ladies II na Aula Magna de Lisboa; James no Pavilhão do Belenenses.
- 28 de Novembro - James no Coliseu do Porto.
- 3 de Dezembro - Napalm Death no Pavilhão do Belenenses.
- 6 e 7 de Dezembro - Resistência no Teatro da Trindade, em Lisboa.
- 10 de Dezembro - Madredeus no Centro Cultural de Belém.
- 11 de Dezembro - Sitiados no Pavilhão Carlos Lopes, em Lisboa.
- 13 de Dezembro - Mário Laginha e Pedro Burmester no Centro Cultural de Belém.
- 16 a 18 de Dezembro - Delfins no Teatro da Trindade, em Lisboa.
- 18 de Dezembro - Brian May no Pavilhão do Boavista, no Porto.
- 21 de Dezembro - Recital da cantora lírica Cecília Bartoli no Grande Auditório do Centro Cultural de Belém.
- 22 de Dezembro - Último show do vocalista Michael Kiske com a banda Helloween.

## Prêmios e vendas
- 23 de Fevereiro - Eric Clapton conquista seis Grammy Awards.

## Nascimentos
| Data            | Nome                 | Profissão                                                | Nacionalidade           | Observações | Ref |
| --------------- | -------------------- | -------------------------------------------------------- | ----------------------- | ----------- | --- |
| 2 de janeiro    | Bryson Tiller        | cantor e compositor                                      | Estados Unidos          |             |     |
| 4 de janeiro    | Manu Gavassi         | cantora                                                  | Brasil                  |             |     |
| 10 de janeiro   | Rauw Alejandro       | cantor                                                   | Porto Rico              |             |     |
| 12 de janeiro   | Zayn Malik           | cantor e compositor                                      | Reino Unido             |             |     |
| 12 de janeiro   | D.O. (artista)       | Cantor e ator, integrante do grupo EXO.                  | Coreia do Sul           |             |     |
| 16 de janeiro   | WRS                  | cantor                                                   | Roménia                 |             |     |
| 21 de janeiro   | Jup do Bairro        | cantora e compositora                                    | Brasil                  |             |     |
| 22 de janeiro   | Netta Barzilai       | cantora                                                  | Israel                  |             |     |
| 26 de janeiro   | Zeeba                | cantor e compositor                                      | Estados Unidos · Brasil |             |     |
| 29 de janeiro   | Kyary Pamyu Pamyu    | cantora e modelo                                         | Japão                   |             |     |
| 6 de fevereiro  | Tinashe              | cantora e compositora                                    | Estados Unidos          |             |     |
| 8 de fevereiro  | Jefferson Moraes     | cantor                                                   | Brasil                  |             |     |
| 16 de fevereiro | Yukika Teramoto      | atriz, cantora                                           | Japão                   |             |     |
| 19 de fevereiro | Victoria Justice     | atriz, cantora e compositora                             | Estados Unidos          |             |     |
| 28 de fevereiro | Emmelie de Forest    | cantora e compositora                                    | Dinamarca               |             |     |
| 9 de março      | Suga                 | rapper, compositor, produtor e membro do grupo BTS       | Coreia do Sul           |             |     |
| 29 de março     | Jonathan Becerra     | cantor                                                   | México                  |             |     |
| 30 de março     | Anitta               | cantora                                                  | Brasil                  |             |     |
| 9 de Abril      | Eptic                | DJ e produtor musical                                    | Bélgica                 |             |     |
| 16 de Abril     | Chance The Rapper    | rapper, compositor                                       | Estados Unidos          |             |     |
| 19 de Abril     | Bia Ferreira         | cantora, compositora, instrumentista                     | Brasil                  |             |     |
| 23 de Abril     | Daniel Caon          | cantor, compositor                                       | Brasil                  |             |     |
| 24 de Abril     | Ashe                 | cantora, compositora                                     | Estados Unidos          |             |     |
| 2 de maio       | Huang Zitao          | rapper, cantor, ator, compositor e artista marcial       | China                   |             |     |
| 7 de Maio       | MC Tha               | cantora                                                  | Brasil                  |             |     |
| 14 de Maio      | Miranda Cosgrove     | atriz e cantora                                          | Estados Unidos          |             |     |
| 16 de Maio      | IU                   | cantora, compositora e atriz                             | Coreia do Sul           |             |     |
| 25 de Maio      | Bruna Viola          | cantora, compositora e violeira                          | Brasil                  |             |     |
| 7 de Junho      | Jiyeon               | cantora e atriz                                          | Coreia do Sul           |             |     |
| 7 de Junho      | Swae Lee             | rapper, cantor e compositor                              | Estados Unidos          |             |     |
| 14 de Junho     | Gunna                | rapper e compositor                                      | Estados Unidos          |             |     |
| 26 de Junho     | Ariana Grande        | atriz, cantora e compositora                             | Estados Unidos          |             |     |
| 29 de Junho     | Oliver Tree          | cantor                                                   | Estados Unidos          |             |     |
| 2 de Julho      | Saweetie             | rapper, cantora e compositora                            | Estados Unidos          |             |     |
| 2 de Julho      | Vince Staples        | rapper                                                   | Estados Unidos          |             |     |
| 7 de Julho      | Ally Brooke          | cantora e compositora, integrante do grupo Fifth Harmony | Estados Unidos          |             |     |
| 7 de Julho      | Vintage Culture      | DJ e produtor músical                                    | Brasil                  |             |     |
| 18 de julho     | Taemin               | cantor, compositor e dançarino                           | Coreia do Sul           |             |     |
| 26 de Julho     | Elizabeth Gillies    | atriz, cantora, modelo e dançarina                       | Estados Unidos          |             |     |
| 26 de julho     | Stormzy              | cantor, compositor e rapper                              | Reino Unido             |             |     |
| 26 de Julho     | Taylor Momsen        | atriz e cantora, Vocalista da banda The Pretty Reckless  | Estados Unidos          |             |     |
| 28 de Julho     | Cher Lloyd           | cantora, compositora                                     | Reino Unido             |             |     |
| 6 de Agosto     | Yaeji                | cantora                                                  | Estados Unidos          |             |     |
| 11 de Agosto    | Alyson Stoner        | atriz e cantora                                          | Estados Unidos          |             |     |
| 12 de Agosto    | Luna                 | cantora, compositora e dançarina                         | Coreia do Sul           |             |     |
| 18 de Agosto    | Eunji                | cantora e compositora                                    | Coreia do Sul           |             |     |
| 26 de Agosto    | Keke Palmer          | atriz e cantora                                          | Estados Unidos          |             |     |
| 29 de agosto    | Liam Payne           | cantor e compositor                                      | Reino Unido             | m. 2024     |     |
| 1 de setembro   | Froid                | rapper e compositor                                      | Brasil                  |             |     |
| 13 de setembro  | Niall Horan          | cantor e compositor                                      | Irlanda                 |             |     |
| 16 de Setembro  | Metro Boomin         | rapper e compositor                                      | Estados Unidos          |             |     |
| 25 de setembro  | Rosalía              | cantora, compositora e produtora                         | Espanha                 |             |     |
| 4 de outubro    | Mayra                | cantora, compositora e atriz                             | Brasil                  |             |     |
| 6 de outubro    | MC Carol             | cantora                                                  | Brasil                  |             |     |
| 8 de outubro    | Gustavo Bertoni      | cantor                                                   | Brasil                  |             |     |
| 11 de outubro   | Matuê                | rapper, compositor                                       | Brasil                  |             |     |
| 21 de outubro   | Käärijä              | rapper, compositor                                       | Finlândia               |             |     |
| 1 de novembro   | Pabllo Vittar        | drag queen, cantor e compositor                          | Brasil                  |             |     |
| 4 de novembro   | Tarcísio do Acordeon | cantor e compositor                                      | Brasil                  |             |     |
| 14 de novembro  | KVSH                 | DJ e produtor músical                                    | Brasil                  |             |     |
| 14 de novembro  | Namasenda            | cantora e compositora                                    | Suécia                  |             |     |
| 27 de novembro  | Bivolt               | cantora e compositora                                    | Brasil                  |             |     |
| 28 de novembro  | MC TH                | cantor                                                   | Brasil                  |             |     |
| 8 de Dezembro   | Anna Sophia Robb     | atriz e cantora                                          | Estados Unidos          |             |     |
| 6 de dezembro   | Sapol Assawamunkong  | ator, modelo, MC e cantor                                | Tailândia               |             |     |
| 16 de dezembro  | Cazzu                | rapper, cantora e compositora                            | Argentina               |             |     |
| 22 de Dezembro  | Meghan Trainor       | cantora e compositora                                    | Estados Unidos          |             |     |
| 27 de Dezembro  | Dubdogz              | dupla de DJs                                             | Brasil                  |             |     |

## Mortes
| Data            | Nome                         | Profissão           | Nacionalidade           | Observações | Ref |
| --------------- | ---------------------------- | ------------------- | ----------------------- | ----------- | --- |
| 7 de Janeiro    | Dizzy Gillespie              | trompetista         | Estados Unidos          | n. 1917     |     |
| 26 de fevereiro | Isaurinha Garcia             | cantora             | Brasil                  | n. 1923     |     |
| 16 de março     | Johnny Cymbal                | cantor              | Escócia/ Estados Unidos | n. 1945     |     |
| 5 de junho      | Conway Twitty                | cantor              | Estados Unidos          | n. 1933     |     |
| 28 de Junho     | GG Allin                     | Cantor              | Estados Unidos          | n. 1956     |     |
| 5 de Julho      | Maria Teresa de Noronha      | fadista             | Portugal                | n. 1918     |     |
| 14 de Julho     | Leo Ferré                    | cantor e poeta      | Itália                  | n. 1916     |     |
| 3 de Agosto     | Lúcio Alves                  | cantor e compositor | Brasil                  | n. 1923     |     |
| 10 de agosto    | Øystein Aarseth (Euronymous) | guitarrista         | Noruega                 | n. 1968     |     |
| 15 de Outubro   | Tião Carreiro                | cantor              | Brasil                  | n. 1934     |     |
| 11 de Novembro  | Dino Meira                   | cantor              | Portugal                | n. 1945     |     |
| 26 de Novembro  | César Guerra-Peixe           | compositor          | Brasil                  | n. 1914     |     |
| 4 de Dezembro   | Frank Zappa                  | músico              | Estados Unidos          | n. 1940     |     |
| 14 de Dezembro  | Tavares Belo                 | maestro             | Portugal                | n. 1911     |     |
| 22 de Agosto    | Tavinho Fialho               | músico              | Brasil                  | n. 1960     |     |
| 29 de Março     | Jessé                        | cantor              | Brasil                  | n. 1952     |     |